# Petrotó (Achaïe)
Petrotó, en grec moderne : Πετρωτό, est un village du dème de Patras, district régional d'Achaïe, en Grèce-Occidentale.
Selon le recensement de 2011, la population du village s'élève à 164 habitants.